# Wiedenhof (Windeck)
Wiedenhof ist ein Ortsteil der Gemeinde Windeck im Rhein-Sieg-Kreis. Wiedenhof war ehemals ein Pfarrsitz.

## Lage
Wiedenhof liegt nördlich der Sieg. Nachbarorte sind Geilhausen im Südosten, Imhausen im Nordwesten sowie Gansau und Hausen im Norden. Der Ort ist über die Bundesstraße 256 erreichbar.

## Geschichte
Wiedenhof entstand gegenüber von Geilhausen am anderen Siegufer, in alten Karten des 19. Jahrhunderts wurden beide Ortsteile als Geilhausen benannt.
Das Dorf gehörte zum Kirchspiel Rosbach und zeitweise zur Bürgermeisterei Dattenfeld.
1830 wurde Ober-Geilhausen mit 81 Einwohnern aufgeführt, daneben gab es einen Hof Geilhausen.
1845 hatte der Weiler Geilhausen 16 evangelische Einwohner in vier Häusern, der Weiler Über-Geilhausen hatte 84 evangelische Einwohner in 14 Häusern. Da bis 1845 Ober- bzw. Über-Geilhausen der wesentlich größere Ortsteil waren, können entgegen Angaben in der Heimatliteratur nur diese mit dem heutigen Geilhausen gemeint sein.
1888 gab es in Geilhausen-Wiedenhof 37 Bewohner in vier Häusern, in Geilhausen 164 Einwohner in 30 Häusern.
1962 wohnten in Wiedenhof 84 und 1976 133 Personen.
Wiedenhof war Standort einer Schule.